# Beilschmiedia micrantha
Beilschmiedia micrantha är en lagerväxtart som beskrevs av Elmer Drew Merrill. Beilschmiedia micrantha ingår i släktet Beilschmiedia och familjen lagerväxter. Inga underarter finns listade i Catalogue of Life.